# Armada dentata
Armada dentata là một loài bướm đêm trong họ Noctuidae.